# Benjaminiola colorada
Benjaminiola colorada är en fjärilsart som beskrevs av Smith 1900. Benjaminiola colorada ingår i släktet Benjaminiola och familjen nattflyn. Inga underarter finns listade i Catalogue of Life.